# Rapp (Familienname)
Rapp ist ein deutscher Familienname.

## Namensträger

### A
- Adolf Rapp (Philologe) (1841–1905), deutscher Philologe und Ministerialbeamter
- Adolf Rapp (Historiker) (1880–1976), deutscher Historiker
- Adolf Rapp (Chemiker) (1933–2019), deutscher Chemiker
- Albert Rapp (Politiker) (1883–1943), deutscher Politiker, MdL Württemberg
- Albert Rapp (Kunsthistoriker) (1888–1969), deutscher Kunsthistoriker
- Albert Rapp (1908–1975), deutscher Jurist und SS-Standartenführer
- Alfred Rapp (1903–1991), deutscher Journalist
- Anders Rapp (1927–1998), schwedischer Geograph
- Andrea Rapp (* 1963), deutsche Germanistin, Mediävistin und Hochschullehrerin
- Andreas O. Rapp (* 1962), deutscher Ingenieur und Hochschullehrer
- Anita Rapp (* 1977), norwegische Fußballspielerin
- Anna Rapp (Kunsthistorikerin) (* 1942), Schweizer Kunsthistorikerin
- Anna Rapp (Handballspielerin) (* 1972), schwedische Handballspielerin und -trainerin
- Anthony Rapp (* 1971), US-amerikanischer Schauspieler
- August Rapp (Maler) (1895–1966), deutscher Maler
- August Friedrich Rapp (1807–1874), deutscher Politiker, Stadtschultheiß von Tübingen
- Augustus Rapp (1871–1961), US-amerikanischer Zauberkünstler und Puppenspieler

### B
- Barbara Ambrusch-Rapp (* 1972), österreichische Künstlerin
- Barney Rapp (1900–1970), US-amerikanischer Schlagzeuger und Bandleader
- Bernard Rapp (1945–2006), französischer Filmregisseur

### C
- Carl Rapp (Musiker) (1853–1898), deutscher Musiker, Komponist und Dirigent
- Carl Rapp (Schauspieler) (auch Carl Raff; * 1946), deutscher Schauspieler
- Carl Friedrich Theodor Rapp (1834–1888), deutscher Kaufmann und Politiker, Senator in Hamburg
- Caroline Rapp (* 1968), deutsche Schauspielerin
- Christian Rapp (Politiker) (1771–1853), deutscher Politiker, MdL Württemberg
- Christian Rapp (Eishockeyspieler) (1928–2004), finnischer Eishockeyspieler
- Christian Rapp (Autor) (* 1964), österreichischer Autor, Kulturwissenschaftler und Kurator
- Christof Rapp (* 1964), deutscher Philosoph und Philosophiehistoriker
- Christoph Rapp (* 1976), deutscher Ingenieur
- Claudia Rapp (* 1961), deutsche Historikerin und Byzantinistin
- Clemens Rapp (* 1989), deutscher Schwimmer
- Cornelia Rapp (* 1959), deutsche Bildhauerin

### D
- Daniel Rapp (* 1972), deutscher Politiker, Oberbürgermeister von Ravensburg

### E
- Eberhard Rapp (* 1953), deutscher Autor und Grafikdesigner
- Eduard Rapp (* 1951), deutsch-sowjetischer Radsportler
- Ellinor Maria Rapp (* 1972), schwedische Schriftkünstlerin
- Ernst Rapp (1806–1879), deutscher Pfarrer
- Eugen Rapp (Musiker) (1906–1977), deutscher Cellist
- Eugen Ludwig Rapp (1904–1977), deutscher Theologe, Orientalist und Afrikanist
- Eva Rapp (* 1952), deutsche Leichtathletin
- Eva Pieper-Rapp-Frick (* 1962), deutsche Kunsthistorikerin

### F
- Francis Rapp (1926–2020), französischer Mediävist
- Franz Rapp (Politiker) (1820–1875), österreichischer Jurist und Politiker, Mitglied der Frankfurter Nationalversammlung
- Franz von Rapp (1823–1889), österreichischer Politiker
- Franz Rapp (Kunsthistoriker) (1885–1951), deutscher Kunsthistoriker und Theaterwissenschaftler
- Friedrich Rapp (1932–2024), deutscher Philosoph
- Fritz Rapp (Sänger) (1872–nach 1927), deutscher Opernsänger (Bass) und -regisseur
- Fritz Rapp (Künstler) (* 1946), deutscher Bildhauer, Fotograf und Installationskünstler

### G
- Georg Rapp (auch George Rapp; 1757–1847), deutsch-amerikanischer Theologe und Pietist, siehe Johann Georg Rapp
- Georg Rapp (Dichter) (1798–1868), deutscher Pfarrer, Dichter und Übersetzer
- Georg Rapp (Mediziner) (1818–1886), deutscher Mediziner und Homöopath
- George Robert Rapp (1930–2023), US-amerikanischer Geologe und Archäologe
- Gordon Rapp (* 1957), deutscher Wirtschaftsjurist und Sportfunktionär
- Gottlob von Rapp (Politiker) (1793–1869), deutscher Politiker, MdL Württemberg
- Gottlob Christian Rapp (auch Gottlieb Christian Rapp; 1763–1794), deutscher Theologe und Philosoph
- Gottlob Heinrich von Rapp (1761–1832), deutscher Kaufmann, Kunstmäzen und Schriftsteller
- Günter Rapp (1933–1990), deutscher Mühlenforscher

### H
- Hans Rapp (Unternehmer) (* 1935), deutscher Unternehmer
- Hans Joachim Rapp (1906–2000), Schweizer Bauingenieur und Unternehmer
- Hans Reinhard Rapp (* 1926/1927), deutscher Theologe und Autor
- Heinz Rapp (1924–2007), deutscher Politiker (SPD)
- Hermann Rapp (1937–2015), deutscher Schriftsetzer und Buchkünstler
- Hermann-Josef Rapp (* 1944), deutscher Forstmann und Naturschützer

### I
- Imre Rapp (1937–2015), ungarischer Fußballspieler
- Irene Rapp (* 1961), deutsche Germanistin, Sprachwissenschaftlerin und Hochschullehrerin
- Isaac Hamilton Rapp (1854–1933), deutscher Architekt

### J
- Jean Rapp (1771–1821), französischer General
- Joachim Rapp (Unternehmer, 1825) (1825–1897), Schweizer Bauunternehmer
- Joachim Rapp (Unternehmer, 1870) (1870–1958), Schweizer Ingenieur und Bauunternehmer
- Joel Rapp (1934–2021), US-amerikanischer Drehbuchautor
- Johann Rapp (Politiker) (1829–1908), österreichischer Jurist und Politiker, Tiroler Landtagsabgeordneter
- Johann Georg Rapp (1757–1847), deutscher Pietist
- Johann Rudolf Rapp (1827–1903), Schweizer Maler
- Johannes Rapp (* 1953), Schweizer Schauspieler
- Jonas Rapp (* 1994), deutscher Radrennfahrer
- Jordan Rapp (* 1980), US-amerikanischer Triathlet
- Josef Rapp (1832–1896), deutscher Baumeister und Politiker
- Joseph Rapp (1780–1865), österreichischer Jurist, Verwaltungsbeamter, Politiker und Historiker
- Julius Rapp (1880–1938), deutscher Lehrer und Heimatforscher, siehe Stefan Julius Rapp

### K
- Karl Rapp (1882–1962), deutscher Unternehmer
- Karl Moritz Rapp (1803–1883), deutscher Schriftsteller, Sprachwissenschaftler und Übersetzer
- Katharina Rapp (Katharina Rapp Geier; * 1945), Schweizer Malerin und Installationskünstlerin
- Klaus Rapp (* 1952), deutscher Politiker
- Konrad Rapp (Missionar) (1896–1932), deutscher Ordensgeistlicher, Missionar und Märtyrer
- Konrad Rapp (Politiker) (1901–??), deutscher Politiker (SED)

### L
- Ludwig Rapp (1828–1910), österreichischer Priester und Historiker

### M
- Marc Rapp (* 1970), deutscher Fußballspieler
- Marc Steffen Rapp (* 1975), deutscher Wirtschaftswissenschaftler und Hochschullehrer
- Marcel Rapp (* 1979), deutscher Fußballspieler
- Marco Rapp (* 1991), deutscher Fußballspieler
- Marga Rapp (1899–1994), deutsche Pädagogin und Autorin
- Marie Rapp (1914–1984), ungarisch-österreichische Ökonomin, siehe Maria Szécsi
- Marina Bährle-Rapp, deutsche Schriftstellerin, Verlegerin, Übersetzerin und Dozentin
- Markus Rapp (Physiker) (* 1970), deutscher Physiker und Hochschullehrer
- Markus Matthias Rapp (* 1955), deutscher Bildhauer
- Matthias J. Rapp (* 1967), deutscher Wirtschaftsmanager
- Maximilian Rapp (1897–1972), deutscher Jurist
- Michael Rapp (Michael Armin Rapp; * 1970), deutscher Psychologe, Psychiater und Hochschullehrer
- Monika Rapp (* 1954), deutsche Künstlerin

### N
- Nicolai Rapp (* 1996), deutscher Fußballspieler
- Nikki Rapp (* 1972), US-amerikanische Synchronsprecherin

### O
- Otto Rapp (Entomologe) (Arno Albin Otto Rapp; 1878–1953), deutscher Lehrer, Entomologe und Museumsgründer
- Otto Rapp (Maler) (* 1944), österreichischer Maler und Grafiker

### P
- Patrick Rapp (* 1969), deutscher Politiker (CDU), MdL und Staatssekretär
- Paul Alfred Rapp (1933–2011), deutscher Politiker
- Peter Rapp (1944–2025), österreichischer Moderator und Entertainer
- Philip Rapp (1907–1996), US-amerikanischer Drehbuchautor

### R
- Rainer Rapp (1889–1968), deutscher Ordensgeistlicher (OFMCap)
- Regula Rapp (* 1961), deutsche Musikwissenschaftlerin und Hochschullehrerin
- Reinhold Rapp (* 1961), deutscher Autor und Managementberater
- Reneé Rapp (* 2000), amerikanische Sängerin, Songschreiberin und Schauspielerin
- Robert Rapp (Wasserbauingenieur), deutscher Wasserbauingenieur und Autor
- Robert A. Rapp, US-amerikanischer Ingenieur, Metallurg und Hochschullehrer
- Röbi Rapp (1930–2018), Schweizer Schauspieler, Travestiekünstler und Schwulenaktivist
- Rolf Rapp (um 1910–1971), deutscher Lautenist
- Roxanne Rapp (* 1993), österreichische Schauspielerin
- Rudolf Rapp (1866–1941), deutscher Apotheker, Autor und Verbandsfunktionär

### S
- Siegfried Rapp (Unternehmer) († 1977), deutscher Unternehmer
- Siegfried Rapp (Pianist) (1917–1977), deutscher Pianist
- Siegfried Rapp (Verleger) (1952–2022), deutscher Verlagsgründer und Autor
- Simone Rapp (* 1992), Schweizer Fußballspieler
- Stefan Rapp (* 1972), österreichischer Fußballspieler
- Stefan Julius Rapp (1880–1938), deutscher Lehrer und Heimatforscher
- Susan Rapp (* 1965), US-amerikanische Schwimmerin

### T
- Taylor Rapp (* 1997), US-amerikanischer American-Football-Spieler
- Theodor Rapp, Pseudonym von Emma Pudor (1851–??), deutsche Schriftstellerin
- Theodor Rapp (Unternehmer) (1903–??), deutscher Unternehmensgründer
- Thomas Rapp, Geburtsname von Urban Rapp (1915–1998), deutscher Ordensgeistlicher, Theologe, Kunsthistoriker und Missionar
- Thomas Rapp (Eisstockschütze), deutscher Eisstockschütze
- Tobias Rapp (* 1971), deutscher Journalist
- Tom Rapp (Thomas Dale Rapp; 1947–2018), US-amerikanischer Sänger und Songwriter
- Tommy Rapp (* 1983), schwedischer Snowboarder
- Torsten Rapp (1905–1993), schwedischer General

### U
- Ulf Rapp (* 1943), deutscher Biochemiker
- Urban Rapp (Thomas Rapp; 1915–1998), deutscher Ordensgeistlicher, Theologe, Kunsthistoriker und Missionar

### V
- Valentin Rapp (* 1992), deutscher Squashspieler
- Virginia Caroline Rapp (1891–1921), US-amerikanische Schauspielerin, siehe Virginia Rappe
- Volker Rapp (1946–2022), deutscher Fußballspieler

### W
- Werner Rapp (* 1954), deutscher Ingenieur und Wirtschaftsmanager
- Wilhelm von Rapp (1794–1868), deutscher Mediziner und Hochschullehrer
- Wilhelm Rapp  (Unternehmer) (1867–1949), Schweizer Bauunternehmer
- Wilhelm Rapp (Jurist) (* 1942), deutscher Jurist und Richter
- Wilhelm Georg Rapp (1827/1828–1907), deutsch-amerikanischer Journalist und Autor
- Willibald Rapp (1873–1951), deutscher Landwirt und Schriftsteller
- Wolfgang Rapp (Maler) (1910–1976), deutscher Maler und Grafiker
- Wolfgang Rapp (Architekt) (1924–2019), deutsch-amerikanischer Architekt
- Wolfgang Rapp (Mediziner) (Wolfgang Josef Rapp), deutscher Internist, Psychoanalytiker und Hochschullehrer
- Wolfgang Rapp (Heimatforscher) (* 1945), deutscher Heimatforscher und Naturschutzfunktionär
- Wolfgang Rapp (Leichtathlet) (* 1947), deutscher Dreispringer